# Shelton (Bedfordshire)
Patrz także: Upper Shelton, Lower Shelton.
Shelton – wieś w Anglii, w hrabstwie ceremonialnym Bedfordshire, w dystrykcie (unitary authority) Bedford. Leży 20 km na północ od centrum miasta Bedford i 93 km na północ od centrum Londynu.